# Béchara Butrus Raï
Béchara Butrus Raï (* 25. února 1940, Himlaya) je libanonský katolický kněz, 77. maronitský patriarcha Antiochie.

## Život
Kněžské svěcení přijal 3. září 1967. Následujících osm let vedl arabskou sekci Radia Vatikán. Dne 2. května 1986 byl jmenovaný pomocným biskupem maronitského patriarchátu Antiochie. Biskupské svěcení mu udělil 12. července téhož roku patriarcha Nasrallah Butrus Sfeir. Dne 9. června 1990 se stal biskupem maronitské eparchie Byblos. Dne 15. března 2011 ho synod maronitské církve v Bkerke zvolil novým patriarchou Antiochie. O deset dní později tuto volbu také potvrdil papež Benedikt XVI., který nového patriarchu přijal 14. dubna téhož roku.
Dne 24. října 2012 Benedikt XVI. oznámil, že se Béchara Boutrus Raï nachází mezi šesti novými kardinály. Jejich oficiální jmenování proběhlo na konzistoři 24. listopadu téhož roku. 